# Lebanon (Kentucky)
Lebanon é uma cidade localizada no estado americano de Kentucky, no Condado de Marion.

## Demografia
Segundo o censo americano de 2000, a sua população era de 5718 habitantes.
Em 2006, foi estimada uma população de 5957, um aumento de 239 (4.2%).

## Geografia
De acordo com o United States Census Bureau tem uma área de
11,4 km², dos quais 11,4 km² cobertos por terra e 0,0 km² cobertos por água.

## Localidades na vizinhança
O diagrama seguinte representa as localidades num raio de 28 km ao redor de Lebanon.